# Costa-Rica-Nachtschatten
Der Costa-Rica-Nachtschatten (Solanum wendlandii) ist eine in Mittelamerika beheimatete Pflanzenart aus der Gattung Nachtschatten (Solanum) in der Familie der Nachtschattengewächse (Solanaceae). 

## Beschreibung

### Vegetative Merkmale
Der Costa-Rica-Nachtschatten ist eine robuste, ausdauernde Kletterpflanze. Die Sprossachsen sind krautig bis holzig und messen 0,25 bis 0,8 cm im Durchmesser. Sie sind unbehaart und können mit kräftigen, bis zu 1 mm langen und zurück gebogenen Stacheln besetzt sein. Die Internodien sind 1 bis 10 cm lang, in einer sympodialen Einheit sind mehrere Internodien und Laubblätter zusammengefasst, sie stehen jedoch nicht paarweise. 
Die Laubblätter sind auch an einer Pflanze stark in ihrer Form variabel, neben einfachen können auch fiederig zusammengesetzte Laubblätter vorkommen. Die Blattspreiten haben eine Länge von 10 bis 12 cm und eine Breite von 8 bis 15 mm, dabei sind sie etwa 1,2-mal so lang wie breit. Ihr Umriss ist eiförmig oder selten elliptisch, die breiteste Stelle befindet sich an der Basis. Die Blattfläche ist häutig und beidseitig unbehaart, oder aber selten auf der Unterseite mit unverzweigten Trichomen leicht behaart, die Mittelachse ist auf der Unterseite oftmals mit gebogenen Stacheln besetzt. Von der Mittelachse gehen fünf bis acht Paar Seitenadern aus. Die Blattbasis ist gerundet bis spitz, der Blattrand ist ganzrandig oder unterschiedlich stark in drei bis sieben fiederspaltige bis fiedrige Teilblätter unterteilt, das vordere und die seitlichen Teilblätter sind dabei breit zusammenlaufend. Nach vorn sind die Blätter spitz zulaufend bis gerundet. Die Blattstiele sind 1,5 bis 7 cm lang, unbehaart, aber oftmals mit gebogenen Stacheln besetzt.

### Blütenstände und Blüten
Die Pflanzen sind meist zweihäusig, es kommen also entweder nur männliche oder nur weibliche Blüten an einer Pflanze vor. Nur selten sind die Pflanzen auch andromonözisch, das heißt, sie besitzen sowohl männliche als auch zwittrige Blüten. Die Blütenstände stehen endständig und sind meist verzweigt, 10 bis 20 cm lang und breit, bestehen aus 20 bis 30 Blüten. Die Achsen der Blütenstände sind unbehaart und gelegentlich an der Basis mit gebogenen Stacheln besetzt. Der Blütenstandsstiel ist 5 bis 10 cm lang, die Rhachis 5 bis 20 cm. Die Blütenstiele stehen in Gruppen an den Enden der Blütenstandsachsen, sie sind zur Blütezeit schlank und 15 bis 20 mm lang, werden an der Frucht leicht holzig und vergrößern sich auf eine Länge von 30 bis 50 mm und einen Durchmesser von 3 mm. An der Basis sind die Blütenstiele deutlich unterteilt. Vor dem Öffnen der Blüten sind die Knospen kugelförmig. 
Der Blütenkelch ist gespreizt und glockenförmig. Er besitzt eine 2 bis 9 mm lange Kronröhre, die mit 3 × 2 mm großen, gerundeten Zipfeln besetzt sind, die an der Spitze bespitzt sind und fein behaart sein können. An der Frucht ist der Kelch beständig und vergrößert. Die Krone hat einen Durchmesser von 2,5 bis 6 cm, ist radförmig-fünfeckig und weist reichlich zusätzliches Gewebe zwischen den Kronblättern auf. Die Kronblätter sind breit eiförmig, häutig, unbehaart, hellblau bis purpurn gefärbt und etwa auf 1/3 der Länge nicht miteinander verwachsen. Sie sind 10 bis 40 mm lang und 4 bis 20 mm breit. Die Kronröhre ist 2 bis 4 mm lang. 
Die Staubblätter haben eine Länge von 5 bis 10 mm. Die Staubfäden sind unbehaart, ungleich lang, vier sind zwischen 1 und 1,5 mm, das fünfte 2,5 bis 4 mm lang. Die Staubbeutel sind nahezu gleich groß, sie sind zwischen 4 und 10 mm lang und 1,5 bis 2 mm breit, der Staubbeutel am längeren Staubfaden ist nur leicht größer. Sie sind schmal langgestreckt, zusammen geneigt und gelb gefärbt, sie öffnen sich über Poren an den Spitzen, die später zu Schlitzen verlängern. Der Fruchtknoten ist unbehaart, der Griffel ist bei weiblichen Blüten etwa 12 mm lang, hat einen Durchmesser von 0,5 mm, ist gerade, unbehaart und trägt eine abgestumpfte Narbe.

### Früchte und Samen
Die Früchte messen 3 bis 5 cm im Durchmesser. Sie sind kugelförmig, auch bei Reife grün und besitzen ein grünes bis weißes Fruchtfleisch. Die Oberfläche ist unbehaart und wird runzelig, wenn die Früchte trocknen. Die Samen sind 4 × 6 mm groß, stark abgeflacht und hell braun gefärbt. Die Oberfläche ist mit feinen Grübchen versehen.

## Verbreitung und Standorte
Die Heimat der Art liegt in feuchten Wäldern Mittelamerikas, zwischen dem südlichen Mexiko bis nach Panama und Kolumbien. Sie wächst dort in Höhenlagen zwischen 400 und 2200 m. 

## Verwendung
Der Costa-Rica-Nachtschatten wird oftmals als Kübelpflanze kultiviert, meist sind dies Klone von männlichen Pflanzen. Einige Notizen zu Herbarbelegen sprechen davon, dass Teile der Pflanzen in ihrer Heimat in Mittelamerika gekocht und gegessen werden.

## Systematik
Solanum wendlandii zählt zu einer Gruppe von Nachtschatten-Arten, die Stacheln besitzen, jedoch keine sternförmig gegabelten Trichome aufweisen. Obwohl diese Form der Behaarung für die Untergattung Leptostemonum untypisch ist, wurden diese Arten lange Zeit als Sektion Aculeigerum dieser Untergattung zugeordnet. Molekularbiologische Untersuchungen zeigten jedoch, dass diese Gruppe nicht näher mit den anderen stachel-tragenden Nachtschattenarten verwandt ist. In der molekularbiologisch begründeten, phylogenetischen Systematik der Nachtschatten werden diese Arten als Wendlandii/Allophyllum-Klade geführt.

## Nachweise